# هدرانج خشن الأوبار
هدرانج خشن الأوبار (الاسم العلمي:Hydrangea strigosa) هو نوع من النباتات يتبع جنس الهدرانج من الفصيلة الهدرانجية.